# لغات بلطيقية سلافية
اللغات البلطيقية السلافية هي مجموعة لغوية تضم تقليدياً اللغات البلطيقية والسلافية، وهي تنتمي إلى عائلة اللغات الهندو-أوروبية.
تشترك اللغات البلطيقية والسلافية بالعديد من المزايا اللغوية والتي لا توجد في أي فرع آخر فروع اللغات الهندو-أوروبية، مما يشير إلى فترة النمو المشترك لها، على الرغم من ذلك هناك بعض الخصائص المشتركة لا تزال محل نقاش وجدل بين اللغويين، خاصة مع وجود تعقيدات سياسية في بعض الأحيان. بالمقابل ظهر بعض اللغويين الذين دعوا إلى تقسيم اللغات البلطيقية السلافية إلى ثلاثة أقسام: البلطيقية الشرقية، والبلطيقية الغربية، والسلافية.

## اقرأ أيضاً
- لغات بلطيقية
- لغات سلافية